# ここに泉あり
『ここに泉あり』（ここにいずみあり）は、1955年（昭和30年）2月12日公開の日本映画。中央映画製作、独立映画配給。監督は今井正、主演は岸恵子。モノクロ、スタンダード、150分。
高崎の市民オーケストラが、群馬交響楽団（以下、群響と記す）へと成長する草創期の実話を舞台としたヒューマンドラマ。作曲家の山田耕筰、ピアニストの室井摩耶子がそれぞれ本人役で特別出演している。第29回キネマ旬報ベスト・テン第5位。1989年「大アンケートによる日本映画ベスト150」（文藝春秋発表）第150位。

## ストーリー
終戦直後結成された市民オーケストラは働く人や子どもたちに美しい音楽を与えようと努力するが、人がいいマネージャー井田の奮闘にもかかわらず、楽団員の生活は苦しかった。唯一の女性楽団員佐川かの子は、音楽学校を出たばかりだが、田舎にくすぶっていてはピアノの腕が落ちると悩んでいた。新しく参加したヴァイオリンの速水は彼女を励ますものの、自身も苦しかった。解散止むなしと追いつめられ、最後と思って利根源流の山奥の小学校へ行くと、思いがけずの大歓迎を受け、みんなで「赤とんぼ」を合唱して感動する。草津にあるハンセン病療養では入所者たちが不自由な手で「音のない拍手」をする。速水とかの子は結婚するが生活は苦しく、将来への不安も大きくなるばかりだ。軍楽隊上りの工藤や丸屋は楽器を質に入れたり、チンドン屋になったりして頑張っていた。井田は東京から山田耕筰指揮の交響楽団とピアニスト室井摩耶子を招いて合同コンサートを開くことにしたが、余りに大きな技術の差に一同は落胆。2年後、耕筰は旅の途中で彼らの練習所へ立寄る。生活と闘いながら立派な楽団に成長したことに安堵する。かの子は赤ん坊を背に、人々の心に美しい音楽を伝えるため歩き続けるのだった。

## スタッフ
- 監督：今井正
- 製作：岩崎昶、市川喜一
- 脚本：水木洋子
- 撮影：中尾駿一郎
- 美術：川島泰造
- 録音：岡崎三千雄
- 照明：若月荒夫
- 監督補佐：田代秀治
- 編集：河野秋和
- 音楽：團伊玖磨
- 演奏指導：清田茂、鈴木正吾
- 製作主任：三木浩

## キャスト

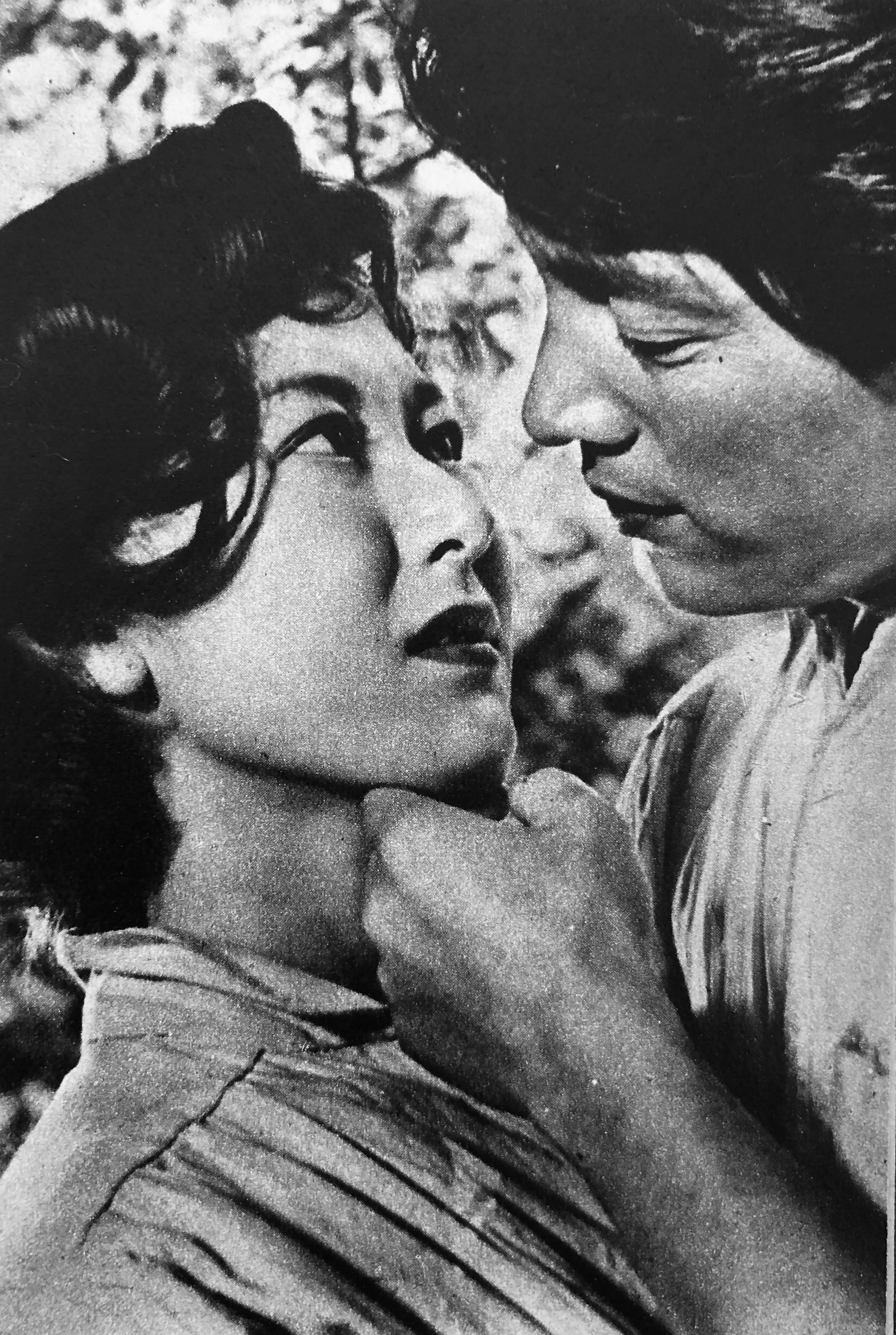
岸恵子、岡田英次

- 佐川かの子：岸恵子
- 速水明：岡田英次
- 井田亀夫：小林桂樹
- 交響楽団指揮者：山田耕筰（特別出演）
- 丸屋：三井弘次
- 工藤：加東大介
- 小野冴子：草笛光子
- ピアニスト：室井摩耶子（特別出演）
- 立石：伊沢一郎
- 中村：中村是好
- 患者代表：原保美
- 棟田：東野英治郎
- 美容師（金子の妻）：沢村貞子
- 井田清美：千石規子
- 河辺：十朱久雄
- 金子：増田順二
- 石塚：近衛敏明
- 幸二：清村耕次
- チンドン屋の親爺：多々良純
- 岸辺：大滝秀治
- 原：福田秀実
- 安藤：庄司永建
- 岡崎：斎藤雄一
- 巖：冨田浩太郎
- 青井：椎原邦彦
- 竹村：成瀬昌彦
- 東京管弦楽団：東京交響楽団
- 合唱：二期会、東京芸術大学合唱団
- 篠崎ヴァイオリン教室
- 劇団民藝
- 俳優座
- 劇団青俳
- 新協劇団
- 前進座

以下はノンクレジット
- 看護婦：奈良岡朋子
- ラララ喫茶店主人：高野二郎
- 校長：田中栄三
- 炭焼の家族：島田屯
- 炭焼の家族：浮田左武郎
- 炭焼の家族：望月伸光
- おかか：戸田春子
- 煙突掃除屋のおかみ：武智豊子
- クジ売り：田中筆子
- 老母：原ひさ子
- 老父：鶴丸睦彦
- 中村の妻：清州すみ子
- バイオリンを弾く少年：浜田光夫
- 小学校の先生：織田政雄
- 山の分校の児童： 調布市立第三小学校児童

## 作品解説
本作では、現代の大都市においても運営が難しい交響楽団を、終戦直後の衣食住にも困る時代に地方都市で立ち上げ、活動する事から当然のように押し寄せる困難な事態に、事務方、楽団員が苦しみながらも、山村の子どもにも演奏を届けていく事などで、市民と共に歩む社会運動と変貌していく姿が描かれている。
群響初期のマネージャーだった丸山勝広とは友人であり、群響と市民の情熱的な活動に感銘を受けた地元出身の市川喜一（元大映の俳優・黒田潤、後に映画製作者として高名になる）が、1952年（昭和27年）に映画化を企画したのが発端である。企画から4年、脚本脱稿までに1年、撮影は6ヶ月もかかり、大変に厳しい状況で製作されていたが、群馬市民の積極的な協力により完成した。全国での上映により300万人を超える大ヒットとなり、日本中に、感動と共に群響と音楽の街・高崎の認知を広げた。
全編の演奏音は当初は群馬交響楽団による演奏となる予定だったが、監督が東京交響楽団に変更を決め、群馬交響楽団は使われなかった、その当時の事を振り返って『プロジェクトX〜挑戦者たち〜』で楽団員が「プロの音楽家としてこれ以上ない屈辱であった」と語っている。また映画完成後にスタッフから「お前ら楽団が解散する前に映画になってよかったな」と皮肉を言われた事を語っている。

## 主な演奏楽曲
- ロザムンデ序曲（フランツ・シューベルト）
- ラデツキー行進曲（ヨハン・シュトラウス1世）
- ピアノ協奏曲第1番（ピョートル・チャイコフスキー）
- 美しき青きドナウ（ヨハン・シュトラウス2世）
- フィガロの結婚序曲（ヴォルフガング・アマデウス・モーツァルト）
- トロイメライ（ロベルト・シューマン）
- 赤とんぼ（山田耕筰）
- 交響的練習曲（フランツ・リスト）
- ロマンス（ルートヴィヒ・ヴァン・ベートーヴェン）
- 交響曲第9番（ルートヴィヒ・ヴァン・ベートーヴェン）
- 即興的幻想曲（フレデリック・ショパン）
- セレナーデ（フランツ・ヨーゼフ・ハイドン）
- ピアノ協奏曲 イ短調（エドヴァルド・グリーグ）
- 草津節

## 主な受賞
- 第29回キネマ旬報ベスト・テン 第5位
- 第10回毎日映画コンクール 音楽賞、助演男優賞（小林桂樹）
- 第6回ブルーリボン賞 助演男優賞（加東大介）

## 備考
- 上映時間は出典により、177分（キネマ旬報映画データベース、ぴあ映画生活）、150分（新日本映画社の販売によるDVDでの表示時間）、なお、日本映画データベースでは18缶4,850m（フィルムのリーダー及び、テール部分を先引くと大凡158分程度）との記載がある。
- 学校のシーンは撮影スタジオにほど近い調布市立第三小学校で撮影され、同校の児童も子供役で出演。
- 東京12チャンネルにおいてテレビドラマとしてリメイクされ、1964年7月に放送されている。
脚本：田井洋子 / 演出：岡本愛彦 / 音楽：冬木透
主な出演：下元勉、山内明、冨士真奈美、川辺久造、米倉斉加年

## 資料映像
- 「村のうたごえ」（昭和34年2月公開） - 中日ニュース264号（動画）・中日映画社